# Ramon III de Tolosa
Ramon III, també conegut com a Ponç I (?-950) fou comte de Tolosa i comte en indivís d'Albí, de Carcí i de Nimes (923-950); també fou duc d'Aquitània i comte d'Alvèrnia per investidura reial que es van perdre a la seva mort davant els comtes de Poitou. El comtat de Carcí sembla haver passat íntegrament en aquest temps a la branca de Roergue, a canvi ben segur d'altres drets bé a l'Albigès o a Nimes.
Fill de Ramon II de Tolosa i Guinidilda de Barcelona, filla de Guifré el Pilós. Es va casar amb Garsenda de Gascunya, amb el qual va tenir 2 fills: Ramon (IV) de Tolosa, comte de Tolosa; i Letgarda de Tolosa (945-978), casada amb Borrell II, comte de Barcelona. Se sap que es va casar en segones núpcies. Es desconeix una possible descendència d'aquest segon matrimoni.
Fidel al rei franc Carles III, igual que el seu pare, quan el rei va ser empresonat, va obtenir pel comtat de Tolosa una major independència. El 924 va expulsar els magiars que havien envaït Provença. Tres anys més tard de la mort del rei Carles III, va reconèixer a Raül I de França com a rei, del qual va obtenir el ducat d'Aquitània i el comtat d'Alvèrnia on els dos darrers guillèmides Guillem el Jove (II d'Aquitània i III d'Alvèrnia) (918-926) i Acfred (926-928) havien mort successivament sense deixar successió directe. Ebles Manzer el Bastard es va quedar amb el comtat de Poitou que el seu pare Rainulf II ja li havia deixat el 890 i que va assegurar el 902, però encara que va agafar el títol no el va poder exercir de moment (928-934) ni després per un temps el seu successor. Ramon va ser l'últim comte de Tolosa que alhora fou duc (efectiu) d'Aquitània.
El 936 Ramon va fundar el monestir de Chantuja. El 944, quan el rei Lluís IV de França i Hug el Gran van entrar a Aquitània, Hug es va entrevistar amb Ramon a Nevers i li va confirmar el títol de duc i els seus comtats incloent Alvèrnia. El tolosà va retornar amb el rei. Va morir vers el 950.